# Sophie Thatcher
Sophie Thatcher (Chicago, 18 ottobre 2000) è un'attrice statunitense.

## Biografia
Nata e cresciuta in una famiglia mormone, ha successivamente smesso di praticare tale religione. Sviluppa ambizioni artistiche già durante l'infanzia, iniziando a recitare e cantare dall'età di quattro anni. Decide successivamente di concentrarsi sulla recitazione, ottenendo il suo primo ruolo di rilievo nella serie televisiva The Exorcist, in cui interpreta Regan MacNeil da giovane. Nel 2018 debutta sul grande schermo nel film Prospect, per il quale riceve un responso positivo da parte della critica. L'anno successivo recita nel film The Tomorrow Man, per poi ottenere un ruolo da co-protagonista nella serie televisiva Yellowjackets. Nel 2022 appare nel video musicale di Harness Your Hopes dei Pavement. Nel 2023 interpreta il ruolo da protagonista nel film The Boogeyman, opera tratta dal racconto di Stephen King Il baubau. Viene successivamente confermata la sua partecipazione al thriller fantascientifico Companion.

## Filmografia parziale

### Cinema
- Prospect, regia di Christopher Caldwell e Zeek Earl (2018)
- The Tomorrow Man, regia di Noble Jones (2019)
- The Boogeyman, regia di Rob Savage (2023)
- Heretic, regia di Scott Beck e Bryan Woods (2024)
- Maxxxine, regia di Ti West (2024)
- Companion, regia di Drew Hancock (2025)

### Televisione
- Chicago P.D. – serie TV, episodio 3x11 (2015)
- The Exorcist – serie TV, episodi 1x06-1x08 (2016)
- Chicago Med – serie TV, 4 episodi (2018)
- When the Lights Go On – serie TV, 10 episodi (2020)
- Yellowjackets – serie TV, 29 episodi (2021-2025)
- The Book of Boba Fett – serie TV, 3 episodi (2022)

## Doppiatrici italiane
Nelle versioni in italiano delle opere in cui ha recitato, Sophie Thatcher è stata doppiata da:
- Lucrezia Marricchi in Yellowjackets
- Roisin Nicosia in The Book of Boba Fett
- Vittoria Bartolomei in The Boogeyman
- Emanuela Ionica in Companion
- Valentina Favazza in Heretic